# 永利友喜
永利 友喜　(ながとし ともき　1923年6月24日 - 2018年2月23日)は、東京都小金井市長（2期）。

## 概要
1923年東京府に生まれる。日本大学法学部卒。卒業後は国鉄に入り、日本社会党東京都本部執行委員となる。
小金井市議会議員を2期務め、1971年市長に就任。
革新市政を行い、 ごみやし尿を収集する多摩清掃公社を直営化、 学校など30の市施設に各々3人配置の90人の準職員を配置などを行なった。
小金井市長を2期務め、1979年に市建設部長の星野平壽に市長を譲った。
2018年2月23日に94歳で亡くなった。